# Elisabeth von Herzogenberg

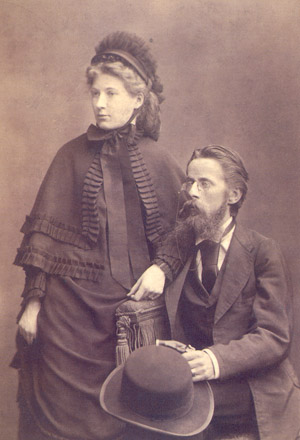
Elisabeth und Heinrich von Herzogenberg

Elisabeth von Herzogenberg (geboren am 13. April 1847 in Paris als Elisabeth Stockhausen; gestorben am 7. Januar 1892 in Sanremo) war eine deutsche Pianistin, Komponistin, Sängerin und Mäzenin.

## Leben
Elisabeth von Stockhausen wurde als drittes Kind des hannoveranischen Diplomaten Bodo Albrecht von Stockhausen (1810–1885) und Gräfin Clotilde von Baudissin (1818–1891) in Paris geboren. Bodo Albrecht von Stockhausen hatte in Paris Klavierunterricht bei Frédéric Chopin erhalten. Als Elisabeth fünf Jahre alt war, zog die Familie nach Wien. Dort erhielt sie Klavierunterricht zunächst von Theodor Dirzka, Organist der evangelischen Gemeinde. Später unterrichtete sie der Pianist Julius Epstein in Klavierspiel und Harmonielehre, zudem erhielt sie Gesangsunterricht. Ihr Stimmumfang umfasste drei Oktaven, ihre Stimme wird als außerordentlich klar geschildert.
Stockhausens Klavierspiel wurde gerühmt für Ausdruck, Anschlag, Technik und Einfühlungskraft und begeisterte unter anderem Paul Heyse, Clara Schumann, Adolf von Hildebrand und Johannes Brahms. Letzterer nahm sie 1863 als Schülerin an, verwies sie aber nach kurzer Zeit an Julius Epstein zurück. Über die möglichen Gründe – Rücksicht auf Epstein oder Rückzug angesichts einer aufkeimenden Liebesbeziehung – gibt es unterschiedliche Spekulationen. Dennoch wurde Elisabeth später enge Vertraute von Brahms, die ihm im Zuge brieflicher Beratung ausführliche Rezensionen seiner Werke zusandte, sowie von Clara Schumann. Der Komponist widmete ihr 1880 die beiden Rhapsodien op. 79 und verwarf Stücke, die ihr missfielen. Der von Max Kalbeck in zwei Bänden herausgegebene Briefwechsel zwischen Brahms und dem Ehepaar Herzogenberg stellt eine wichtige Quelle für die Brahmsforschung dar.
In Wien lernte Elisabeth von Stockhausen im Jahr 1865 den Komponisten und Dirigenten Heinrich von Herzogenberg kennen, beide heirateten am 26. November 1868. Das Paar lebte zunächst in Graz, ab 1872 in Leipzig und ab 1885 in Berlin, wo Heinrich von Herzogenberg an der Königlichen Hochschule für Musik Komposition lehrte.

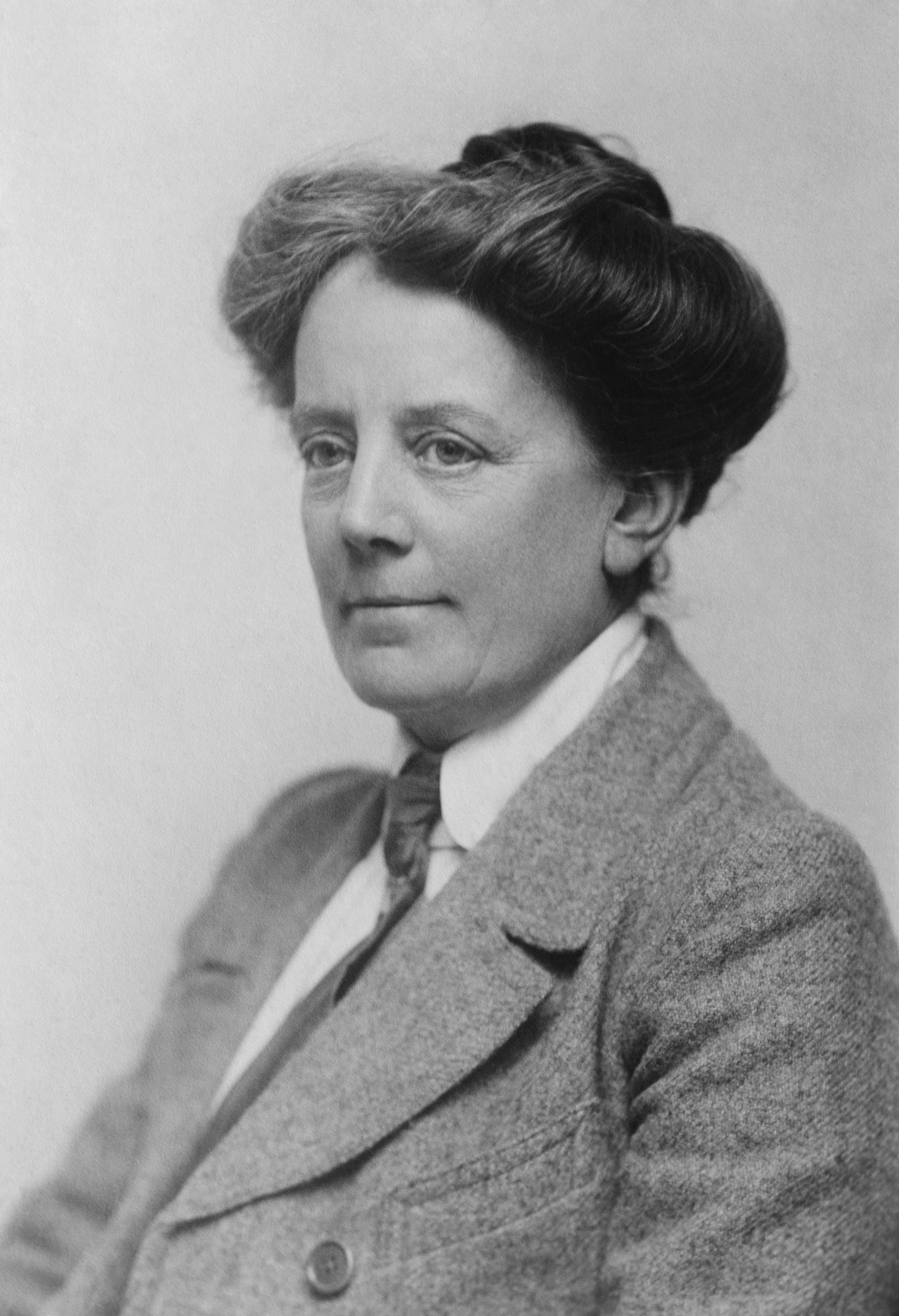
Ethel Smyth

Elisabeth von Herzogenberg, obwohl stets gemeinsam mit ihrem Mann in die musikalische Szene integriert, trat vor allem im privaten Kreis als Pianistin und Sängerin auf und betätigte sich als musikalische Beraterin und Mäzenin von Künstlern. So unterstützte sie ihren Ehemann bei der Leitung des Leipziger Bachvereins, den dieser 1875 gemeinsam mit Philipp Spitta, Franz von Holstein und Alfred Volkland ins Leben gerufen hatte. Gelegentlich wirkte sie in Konzerten des Vereins als Pianistin mit. 1878 lernte sie die Musikstudentin Ethel Smyth kennen, die sie intensiv förderte. Smyth widmete ihr ein ganzes Kapitel (XX) in ihren Memoiren.
Ihre Ehe blieb kinderlos. Ihr Mann erkrankte in den Jahren 1887 bis 1889, bald darauf verschlimmerte sich ihr eigenes Herzleiden. In dieser Zeit bis zu ihrem Tod reiste das Ehepaar durch verschiedene europäische Kurorte. Im Januar 1892 erlag Elisabeth von Herzogenberg, noch nicht 45-jährig, in Sanremo, das sie gemeinsam mit ihrem Mann im November 1891 des wärmeren Klimas wegen aufgesucht hatte, ihrem Herzleiden. Das unmittelbar danach geschriebene Streichquintett op. 77 ihres Mannes variiert in seinem langsamen Satz ein von Elisabeth auf einen Text von Friedrich Rückert komponiertes Lied „Du bist vergangen eh ich’s gedacht“. Unter dem Eindruck ihres Todes entstand außerdem die Kantate „Todtenfeier“ op. 80 für Soli, Chor und Orchester.
Zwar sind einige Kompositionen Elisabeths von Herzogenberg überliefert, ein Großteil ging jedoch unveröffentlicht verloren. 1889 wurden bei Rieter-Biedermann in Leipzig „24 Volkskinderlieder für eine Singstimme mit Begleitung des Pianoforte“ veröffentlicht (Textdichter und Kompositionsdatum unbekannt). Ihr Mann publizierte nach ihrem Tod „Acht Clavierstücke“ aus ihrer Feder (ebenfalls bei Rieter-Biedermann), die er einzeln mit Widmungen an Freunde der Verstorbenen versah. Eine Einspielung der „Acht Clavierstücke“ durch Nataša Veljković erschien 2014 im Rahmen einer Gesamtaufnahme des Klavierwerks von Heinrich v. Herzogenberg beim Label cpo. 2019 erklang das Andante aus den „Clavierstücken“ in einem Konzert an der Universität für Musik und darstellende Kunst Wien im Rahmen von Europride, das der Komponistin Ethel Smyth und ihren „queer contemporaries“ gewidmet war.